# أبناء وأحباء (فلم)
أبناء وأحباء (بالإنجليزية: Sons and Lovers) هو فيلم دراما تم إنتاجه في الولايات المتحدة وصدر في سنة 1960.

## ترشيحات وجوائز
| السنة | الحدث  | الفئة              | النتيجة  |
| ----- | ------ | ------------------ | -------- |
|       | أوسكار | أفضل تصوير سينمائي | فـــــوز |

## الميزانية والإيرادات
بلغت تكلفة إنتاج الفيلم حوالي 805,000 دولار بينما حقق أرباحا تقدر بـ 1,500,000 (/ Canada) دولار.

## وصلات خارجية
- مقالات تستعمل روابط فنية بلا صلة مع ويكي بيانات

1. ↑  "معلومات عن أبناء وأحباء (فيلم) على موقع awardsdatabase.oscars.org". awardsdatabase.oscars.org. مؤرشف من "IsHyperlinkQuery":true,"FilmId":81,"Sort":"2-Film Title-Alpha","Search":"Basic"} الأصل في 2019-12-15. {{استشهاد ويب}}: تحقق من قيمة |مسار= (مساعدة)
2. ↑  "معلومات عن أبناء وأحباء (فيلم) على موقع kinopoisk.ru". kinopoisk.ru. مؤرشف من الأصل في 2016-10-14.
3. ↑  "معلومات عن أبناء وأحباء (فيلم) على موقع elfilm.com". elfilm.com. مؤرشف من الأصل في 2017-07-16.